# 1632
1632 је била преступна година.

## Догађаји

### Март
- 29. март — Споразум у Сен Жермену (1632)

### Новембар
- 16. новембар — Протестантска војска је однела победу у бици код Лицена, упркос смрти шведског краља Густава II Адолфа.

## Рођења

### Август
- 29. август — Џон Лок, енглески филозоф (†1704).

### Октобар
- 24. октобар — Антони ван Левенхук, холандски научник. (†1723).

## Смрти

### Април
- 30. април — Сигисмунд III Васа, шведски и пољско-литвански краљ

### Август
- 6. новембар — Густав II Адолф, шведски краљ војсковођа, војни и државни реформатор. (* 1594)